# كهوف كانجو
كهوف كانجو (بالإنجليزية: Cango Caves)‏ تقع في الحجر الجيري ما قبل الكامبري عند سفوح سلسلة سوارتبيرج بالقرب من بلدة أوتشورن، في مقاطعة كيب الغربية في جنوب أفريقيا. الكهف الرئيسي هو أحد أروع الكهوف السياحية وأشهرها في البلاد ويجذب العديد من الزوار من الخارج.
تشير لوحات الكهوف والتحف إلى أن الكهوف كانت مستخدمة طوال عصور ما قبل التاريخ على مدى فترة طويلة خلال العصر الحجري المتوسط واللاحقة من العصور الحجرية.

## وصلات خارجية
- Cango Caves homepage
- Cango Caves on showcaves.com
- Cango Caves Accommodation on sastay.co.za
- Big woman in tight passage blocks cave